# Арпад Месарош
Арпад Месарош (мађ. Mészáros Árpád) је био мађарски фудбалер и фудбалски репрезентативац. Играо је на позицијама центарфора и левог крила.

## Каријера

### У Клуб
Играо је фудбалер за БТЦ. Са тимом је забележио две вицешампионске титуле у првенству и једном је био финалиста Купа. Заједно са др Борбашем, био је најбржи леви крилни играч свог времена. Такође је играо као централни нападач за репрезентацију. Због његове непажљиве игре, саиграчи су га звали „Дивљак“ (Vadember).

### Репрезентација
Између 1909. и 1914. године, играо је три пута за мађарску фудбалску репрезентацију и постигао један гол.

## Достигнућа, награде
- Мађарско првенство
  - Треће место: 1908/09 и 1912/13
- Куп Мађарске у фудбалу
  - Финалиста: 1909/10